# Juan Robinson Bours
Juan Robinson Bours Almada (n. 25 de diciembre de 1928 en Navojoa, Sonora- f. 3 de junio de 2017) fue un empresario y filántropo[cita requerida] mexicano. Junto a sus hermanos, Enrique, Mario Javier y Alfonso fundó las empresas de Bachoco y Megacable.

## Familia
Es uno de los siete hijos del empresario Alfonso Robinson Bours Monteverde y de su esposa Rosalva Almada de Robinson Bours, en 1930, la familia Bours decide trasladarse de manera definitiva a Ciudad Obregón, Sonora.
En la década de los cincuenta, la familia Bours empezó a destacar como una familia de empresarios, gracias a la industria Bachoco, compañía productora y comercializadora de productos avícolas.
Contrajo matrimonio con Calita Martínez con quien tuvo seis hijas y un Juan, Calita, María Alicia, Ana Lourdes, Cecilia, Lorenia y Cristina.

## Trayectoria profesional
Además de impulsar las empresas familiares y tener una de las más desacadas distribuidoras neumáticas y otras acciones en Cajeme, Llyasa y Ryasa; Juan Robinson Bours fue uno de los promotores en la creación de la Universidad La Salle Noroeste, institución que más adelante le otorgaría el título de doctor honoris causa.
En 1978 al lado de sus hermanos Enrique, Mario Javier y Alfonso, con quien fundó Industrias Bachoco se alia con otros empresarios para crear dos compañías cableras.

## Otras actividades
A diferencia de su familia, Juan Robinson Bours, mantuvo una filantropía discreta, otorgó becas a un gran número de hombres y mujeres y apoyó a equipos deportivos de la región. En sus últimos años sufrió de Alzheimer hasta el día 3 de junio de 2017, cuando muere en Ciudad Obregón, Sonora.